# Oliver Kluge
Oliver Kluge (* 1969 in Berlin) ist ein deutscher Kirchenmusiker.

## Leben
Oliver Kluge studierte an der Hochschule für Musik, Theater und Medien Hannover. Zu seinen Lehrern gehörten Ulrich Bremsteller, Lajos Rovatkay (Orgel), Heinz Hennig, Walter Nussbaum (Chorleitung) und Christopher Oakden (Klavier). Kurse und Unterricht bei Harald Vogel, Nikolaus Harnoncourt, Gustav Leonhardt, Arvid Gast und Gerd Zacher ergänzten seine Studien. Von 1997 bis 2010 war er Organist und Kantor an der Stadtkirche Bad Pyrmont. 1999 rief er die Pyrmonter Orgeltage ins Leben. Ab 2003 war Oliver Kluge zudem Titularorganist des Konzerthauses Bad Pyrmont.
2010 wurde er als Organist und Kantor an die evangelische Südstadt-Gemeinde Hannover und zum Kreiskantor berufen. Dort initiierte er den Ankauf und die Restaurierung der englischen Forster & Andrews Orgel (1902). Sie fand auf der Westempore der Nazarethkirche ihren neuen Platz.
2019 gründete er das „Bach-Ensemble-Hannover“, das sich in durchgehend solistischer Besetzung den geistlichen Vokal-Instrumentalwerken Johann Sebastian Bachs widmet. Oliver Kluge initiierte und leitete das Bach-Projekt-Hannover, das sich von 2017 bis 2022 in 30 Konzerten und Vorträgen mit dem Werk Johann Sebastian Bachs beschäftigte.
Oliver Kluge konzertiert als Organist und Dirigent, wobei neben Johann Sebastian Bach und Franz Liszt die Musik des 20. und 21. Jahrhunderts im Zentrum steht.
Der Komponist Hans-Joachim Hespos widmete ihm sein Werk luftschattengelichte (2011) für Orgel. Oliver Kluge regte Hespos zu seinem letzten Orgelwerk Pora (2021) an.
Er ist Verfasser des satirischen Romans Fugen im Weltall, ein kontrapunktischer Schundroman. Zudem forscht er zu Leben und Werk des Hannoverschen Malers Fritz Burger-Mühlfeld.

## Diskografie (Auswahl)
- 2003: Friedrich der Große: Werke für Traversflöte und Cembalo. Mit Arndt Jubal Mehring. Cembalo. cfmusik.
- 2004: Komponisten, die Bach geliebt und studiert hat. Orgelwerke von Bach, Böhm, Buxtehude, Bruhns. cfmusic.
- 2007: Arndt Jubal Mehring: Weihnachtsoratorium. Mit Monika Frimmer und Peter Kooy. Dirigent. cfmusic.
- 2012: luftschattengelichte. Bach und Hespos. Orgel. Rondeau.
- 2016: Orgellandschaften Vol.7. Region Hannover. Nomine.

## Schriften (Auswahl)
- Ein James Dean der Orgel: Die Tragik des Wolfgang Sebastian Meyer. In: Organ – Journal für die Orgel. Schott, 2000/3.
- Biografische Artikel über John Blow, William Byrd, Gustav Leonhardt und Günther Ramin. In: Hermann J. Busch, Matthias Geuting (Hrsg.): Lexikon der Orgel. Laaber, 2007
- Fugen im Weltall, ein kontrapunktischer Schundroman. BoD, 2021

## Veröffentlichungen (Auswahl)
- Johann Sebastian Bach: Passacaglia c-Moll (Orgel), YouTube, 2019[8].
- Nicolaus Bruhns: Praeludium in e (Orgel), YouTube, 2019[9].
- Johann Adam Reinken: Toccata in G (Orgel), YouTube, 2019[10].
- César Franck: Choral a-Moll (Orgel), YouTube, Konzertmitschnitt, 2019[11].
- Johann Pachelbel: Aria con Variationi in F (Orgel), YouTube, 2019[12].
- Hans-Joachim Hespos: luftschattengelichte (Orgel), YouTube, 2022[13].
- Johann Sebastian Bach: Messe h-Moll, Youtube, Konzertmitschnitt 2022. Bach-Ensemble-Hannover[14].
- Johann Sebastian Bach: Messe F-Dur, YouTube, Konzertmitschnitt 2023. Bach-Ensemble-Hannover[15].
- Martin Sturm im Gespräch mit Oliver Kluge über den Komponisten Hespos, YouTube, 2023[16]